# Jeunesse italienne du licteur
La Jeunesse italienne du licteur (en italien : Gioventù italiana del littorio) était une organisation de jeunesse fasciste créée en 1937 pour remplacer l'Opera Nazionale Balilla, et est la dernière organisation de jeunesse du Parti national fasciste. La GIL est l’équivalent italien des Jeunesses hitlériennes, et a été créée afin de superviser et contrôler les esprits de la jeunesse, notamment afin de contrer l'influence de l'Église catholique sur la jeunesse.

## Histoire

### Fondation
La Jeunesse italienne du licteur a été fondée le 27 octobre 1937 afin de remplacer l'Opera Nazionale Balilla et des Jeunes fascistes de combat (it), dans le but de renforcer la préparation spirituelle, sportive et militaire de la jeunesse basée sur les principes de l'idéologie fasciste. Créée pour être l'équivalent idéologique de l'école, la GIL était également devenue une organisation paramilitaire, formant les jeunes qui seront alors enrôlés dans l'armée italienne.

### Pendant la Seconde Guerre mondiale
Lorsque l'Italie rejoint la Seconde Guerre mondiale, les membres de la GIL de plus de 18 ans furent appelés à combattre pour l'Armée royale. Après une série de défaites sur le front de l'Est, l'invasion de l'Afrique du Nord et l'invasion de la Sicile par les alliés, ce seront tous les membres de la GIL âgés de 16 et plus qui seront appelés, et ce jusqu'à la signature de l'armistice de Cassibile.
Cependant, même après la signature de l'armistice les membres de la GIL continuèrent à combattre : certains ont servi dans l'Armée co-bélligérante italienne, d'autres ont continué à soutenir le fascisme et ont rejoint l'Armée nationale républicaine, et d'autres rejoignent la résistance afin de lutter contre l'Allemagne nazie et la République sociale italienne.

### Dissolution
La GIL est dissoute par décret le 25 juin 1943, et ses compétences seront transférées aux ministères de la Guerre et de l'Éducation nationale. Cette décision intervient moins de deux mois avant la signature de l'armistice et la création de la République sociale italienne.

#### Jeunesse italienne
Pietro Badoglio nomme le 6 mai 1944 un Comissaire à la Jeunesse italienne (Gioventù italiana, GI); cette organisation a comme but de conserver les biens et la patrimoine de l'ancienne GIL.
À la fin de la guerre, la Jeunesse italienne est placée sous tutellle du ministère du Trésor. La GI est dissoute par une loi du 18 novembre 1974,: son patrimoine sera transféré à l'État et son personnel sera transférée aux régions et à d'autres administations publiques.

#### Dissolution officielle
La GIL est officiellement dissoute par le Parlement en février 1996.

## Fonctionnement

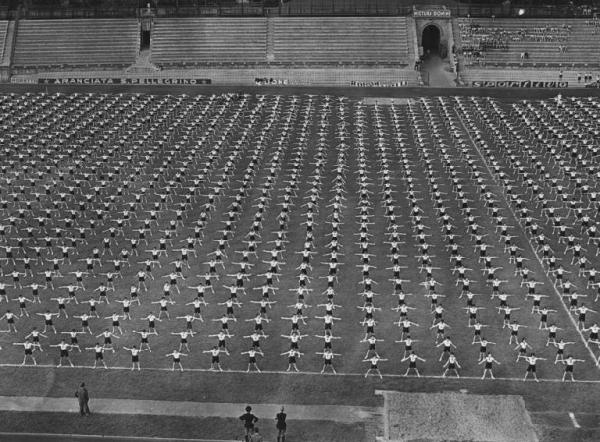
Exercice de gymnastique de membres de la Jeunesse italienne du licteur, ici à l'Arena Civica de Milan.

En plus d'être de facto une organisation paramilitaire, la Jeunesse italienne du licteur éduquait ses membres sur leurs choix de carrière, sur la technologie (en plus de cours sur la vie d'adulte), et, uniquement pour les filles, des cours centrés sur la famille et le foyer. La GIL endoctrinait ses membres afin de leur inculquer l'idéologie du régime, formant « les fascistes de demain ».
De plus, la GIL organisait toutes les activités scolaires et faisait pression sur les professeurs afin que ceux-ci inscrivent leurs élèves. En plus des samedi fascistes, les membres de la GIL devaient passer leurs étés dans des colonies de vacances, notamment le Campi Dux au niveau national.

### Uniforme
L'uniforme des membres de la GIL était inspirés de l'uniforme des Chemises noires : celui-ci contenait la dite chemise, un pantalon gris-vert, l'emblème du faisceau et un mouchoir azur (l'azur étant l'une des couleurs nationales de l'Italie). Pendant les exercices militaires, les membres de la GIL étaient équipés d'une version plus petite d'un Carcano.

### Serment

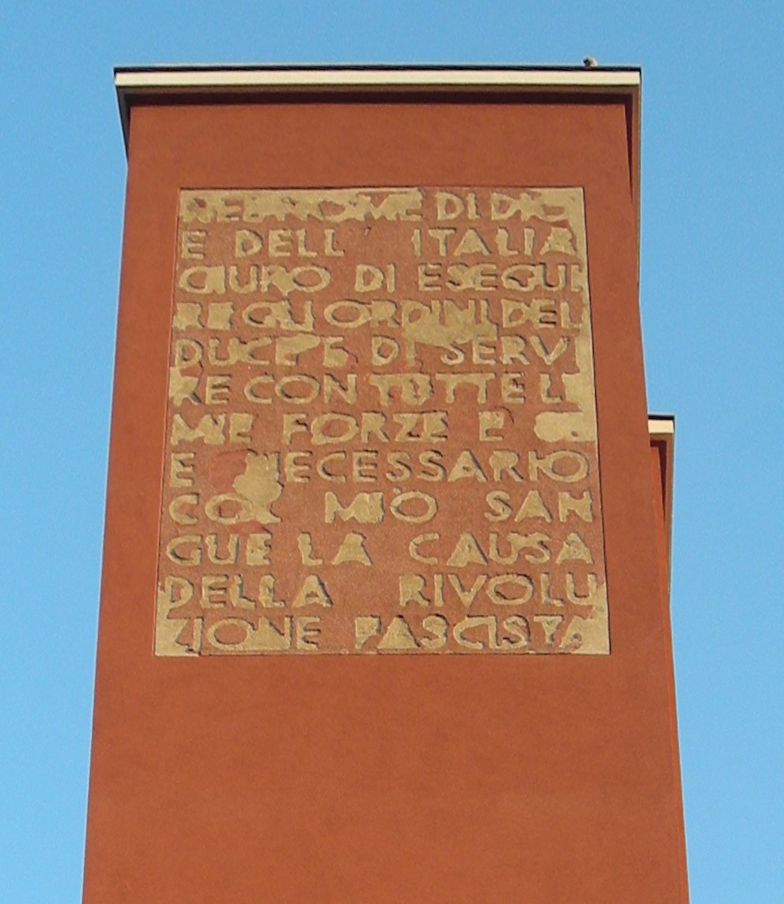
La tour de la à Forlì, où l'on peut encore voir le serment fasciste inscrit dans la roche.

Les membres de la GIL devait prononcer le serment suivant :

« Au nom de Dieu et de l'Italie, je jure d'exécuter les ordres du Duce et de servir de toutes mes forces et, si nécessaire, avec mon sang, la cause de la révolution fasciste. »

Ce serment était également inscrit au dos de la carte de membre de la GIL et sur certains bâtiments fascistes comme à la Maison du Balilla (it) de Forlì, où le serment est aujourd'hui toujours visible sur la tour même après sa restauration en 2010.

## Structure
Tout comme l'Opera Nazionale Balilla, la Jeunesse italienne du licteur était organisée en différentes subdivisions composées selon le genre et l'âge des enfants :
- Les Figli della lupa (it) (fils de la louve) étaient composés d'enfants âgés de 6 à 8 ans ;
- Les Piccole italiane (it) (petites italiennes) étaient composées de filles âgés de 8 à 14 ans ;
- Les Balillas étaient composés de garçons âgés de 8 à 14 ans ;
- Les Giovani italiane (jeunes italiennes) étaient composées de filles âgées de 14 à 18 ans ;
- Les Avanguardisti (it) (avant-gardistes) étaient composés de garçons âgés de 14 à 18 ans ;
- Les Giovani fascisti (jeunes fascistes) étaient composés de jeunes âgés de 18 à 21 ans.